# Tucumanazo
Se conoce como Tucumanazo a cada una de las tres puebladas insurreccionales ocurridas en la ciudad de San Miguel de Tucumán, capital de la provincia de Tucumán en la región noroeste (NOA) de Argentina, entre 1969 y 1972. Los tres tucumanazos formaron parte de otras puebladas que sucedieron durante la dictadura militar conocida como Revolución Argentina: «Rosariazo», «Cordobazo», «Mendozazo», etc.
En Tucumán, la industria azucarera había sido duramente golpeada por una serie de decisiones económicas que favorecieron la concentración en grandes empresas en detrimento de los pequeños productores y los obreros.

## Contexto histórico
El 28 de junio de 1966, el presidente Arturo Umberto Illia fue destituido por el general Juan Carlos Onganía. Esta nueva dictadura se denominó "Revolución Argentina".
El 29 de julio de 1966, las universidades del país fueron intervenidas con la ley 16.912. Esa misma noche, la Policía Federal desalojó las Facultades de la Universidad Nacional de Buenos Aires. Este suceso se conoce como "la noche de los bastones largos". Posteriormente, la dictadura prohibió las asociaciones estudiantiles.
El 21 de agosto de 1966, el ministro de Economía José Néstor Salimei mediante el decreto 16.912 anunció el cierre y desmantelamiento de siete ingenios azucareros y la reducción de la producción de azúcar.

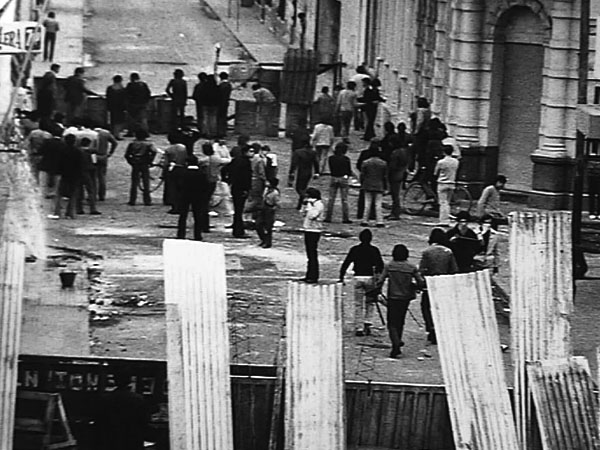
Enfrentamiento entre estudiantes y la policía. Año 1972

Tucumán transitaba jornadas de lucha y rebeldía. Entre 1969 y 1972, el pueblo se rebeló, resuelto a enfrentar a la dictadura de Onganía. Los tres Tucumanazos fueron el resultado de la resistencia obrero–estudiantil contra la opresión, el cierre de los ingenios azucareros y el cierre del comedor universitario. Noviembre de 1970 fue el punto culminante de la lucha contra la dictadura, en jornadas que tuvieron en jaque a las fuerzas del orden. En junio de 1972, el Quintazo fue la lógica reacción ante el cierre del comedor universitario y el asesinato de un estudiante salteño.

Cabe destacar que la provincia de Tucumán fue una de las más afectadas con las medidas de Onganía, respecto al conjunto del país. El ya nombrado cierre de ingenios en 1966, la intervención de la Universidad y otras disposiciones de la dictadura golpearon duramente su estructura socioeconómica y cultural. Por esto mismo, se convirtió en una de las provincias con mayor número de movilizaciones y alzamientos, tanto urbanos como rurales, y de alianzas obrero-estudiantiles. 

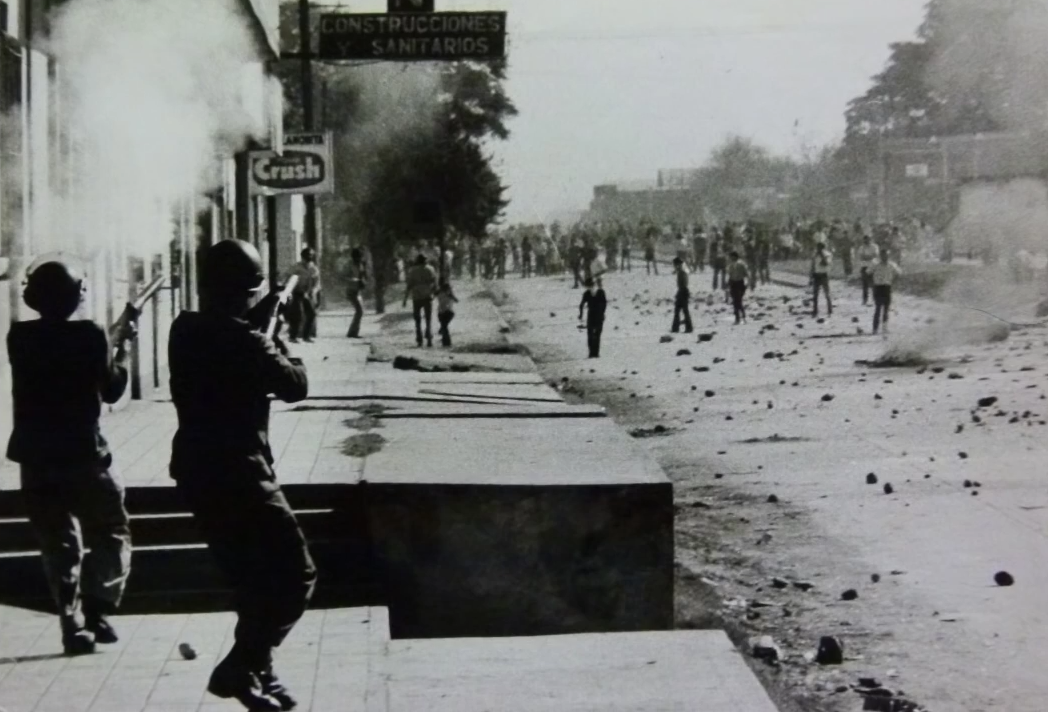
Fotos del tucumanazo de 1970

## Primer Tucumanazo
En mayo de 1969 paralelo al Cordobazo, tuvo lugar la primera revuelta, solidarizándose con la lucha nacional. El 19 de marzo de 1969 se produjo una gran manifestación en defensa de un ingenio azucarero en Villa Quinteros, sin resultado; el 14 de mayo, obreros de otro ingenio que estaba siendo desmantelado sin pagar sueldos adeudados ocuparon la fábrica, y en los días siguientes se produjeron disturbios en San Miguel de Tucumán, en lo que se conoció como el primer Tucumanazo.

## Segundo Tucumanazo

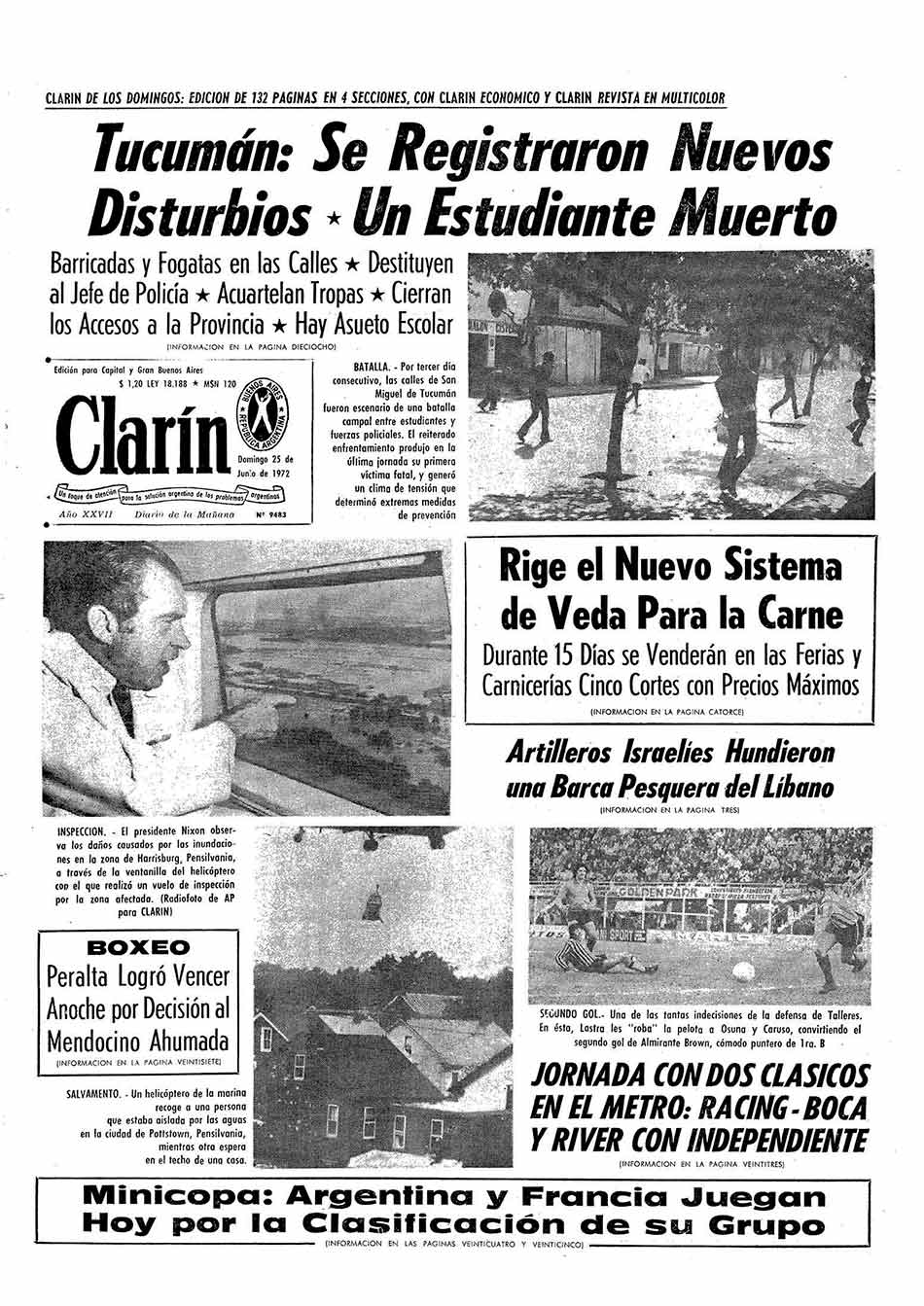
Tapa del Diario Clarín del día 25 de junio de 1972.

El segundo Tucumanazo se inició el 10 de noviembre de 1970 y se extendió durante cuatro días, a lo largo de los cuales la población tomó una gran parte de la ciudad de San Miguel de Tucumán. La situación previa al estallido era de gran conflictividad sindical, política y estudiantil. Uno de esos conflictos estaba relacionado por la insuficiencia del presupuesto e instalaciones del comedor estudiantil de la Universidad Nacional de Tucumán. La escalada del conflicto por el comedor llevó a los estudiantes de la Federación Universitaria del Norte (FUN) ampliada por comisiones de delegados electos en cada facultad; a tomar la decisión el 10 de noviembre, de cortar las calles en esquinas del comedor. La represión policial fue rechazada por los estudiantes con apoyo de los sindicatos -especialmente la FOTIA- y la población, recurriendo a bombas molotov, palos, piedras y barricadas, generalizando los enfrentamientos por toda la ciudad. La pueblada escaló aún más debido al paro general nacional de 48 horas decretado por la CGT, los días 12 y 13 de noviembre. Los manifestantes llegaron a tener control de un gran sector de la ciudad, estimado entre 64 y 90 manzanas. El último foco de conflicto se ubicó en el barrio de San Cayetano, recuperado finalmente por la policía atacando indiscriminadamente a los vecinos y destruyendo sus casas como escarmiento por el apoyo brindado al levantamiento. El segundo Tucumanazo provocó la renuncia inmediata del rector de la Universidad, Rafael Paz y tres meses después del interventor militar de la provincia, Carlos Imbaud.

## Tercer Tucumanazo o Quintazo
El Quintazo fue el tercer tucumanazo sucedido en la ciudad de Tucumán, capital de la provincia del mismo nombre entre 1969 y 1972. En el curso de la misma fue asesinado por la policía el estudiante Víctor Villalba. La pueblada se inició el 21 de junio de 1972 y se extendió durante una semana hasta el 27 de junio. El estallido se originó en la confluencia del paro activo realizado el 21 de junio por el Frente Estatal que agrupaba a los sindicatos del sector público y una movilización estudiantil contra la falta de plazas en el comedor universitario. La represión indiscriminada produjo la insurrección de los estudiantes que tomaron y se instalaron en varios edificios universitarios, entre ellos la Quinta Agronómica -nombre con que se conocía la Facultad de Agronomía de la Universidad Nacional de Tucumán-, que se convertiría en el epicentro del movimiento y daría nombre a la insurrección. Los vecinos de la Quinta apoyaron activamente a los estudiantes y numerosos trabajadores se sumaron a las protestas. La CGT local apoyó la insurrección y declaró un paro general luego del crimen de Villalba. Luego de varios días de combates, intervino el Ejército, militarizando la ciudad e intimando a los estudiantes a rendirse a cambio de ser inmediatamente liberados. Pese a la rendición de los estudiantes, los mismos fueron detenidos en un campo de concentración instalado en el Club Central Córdoba. La investigación del homicidio de Villalba fue cerrada en 1977, con el argumento de que había sido cometido por "autores desconocidos", pese a las pruebas existentes en la causa. La pueblada produjo la renuncia del rector de la Universidad de Tucumán y de los decanos de todas sus facultades.